# Episodi di Come vendere droga online (in fretta) (seconda stagione)
La seconda stagione della serie televisiva Come vendere droga online (in fretta), composta da 6 episodi, è stata interamente pubblicata sul servizio di video on demand Netflix il 21 luglio 2020 in tutti i territori in cui il servizio è disponibile.
| Nº | Titolo originale               | Titolo italiano                | Pubblicazione Germania | Pubblicazione Italia |
| -- | ------------------------------ | ------------------------------ | ---------------------- | -------------------- |
| 1  | Think Different                | Pensala diversamente           | 21 luglio 2020         | 21 luglio 2020       |
| 2  | Where Do You Want To Go Today? | Dove vuoi andare oggi?         | 21 luglio 2020         | 21 luglio 2020       |
| 3  | Inspired by Real Life          | Ispirato dalla vita reale      | 21 luglio 2020         | 21 luglio 2020       |
| 4  | Buy It. Sell It. Love It.      | Acquistala. Vendila. Amala.    | 21 luglio 2020         | 21 luglio 2020       |
| 5  | Move Fast and Break Things     | Muoviti rapido e rompi le cose | 21 luglio 2020         | 21 luglio 2020       |
| 6  | Don't be evil.                 | Non essere malvagio            | 21 luglio 2020         | 21 luglio 2020       |

## Pensala diversamente
- Titolo originale: Think Different
- Diretto da: Mia Spengler
- Scritto da: Sebastian Colley, Mats Frey, Philipp Käßbohrer, Stefan Titze e Natalie Thomas

### Trama
MyDrugs ha avuto più successo di quanto i ragazzi avessero mai immaginato, diventando famoso per le sue attività e per il mistero che si cela dietro il capobanda, m1000 (Moritz). Ma il trio non è contento di continuare a gestire il sito web e vuole abbandonare la vita da trafficante, con l'intenzione di far prendere il controllo a GoodTimes. Lisa ha mostrato una profonda antipatia per la compagna di suo padre. L'influenza di Dan nel gruppo spinge Lenny a organizzare un appuntamento improvvisato con Kira, la sua fiamma virtuale. Imbarazzato dall'idea di mostrarle il suo vero io, Lenny usa Dan come pretesto per l'appuntamento, ma lei riesce comunque a individuarlo e l'appuntamento va a buon fine. Moritz si reca a Rotterdam per cercare di negoziare un accordo, ma cambia idea e decide di estendere l'attività attuale a GoodTimes. Accetta che il trio crei un'attività fittizia per riciclare il denaro guadagnato. Moritz è sconvolto quando, tornato a casa, scopre che Lisa andrà a vivere con lui.

## Dove vuoi andare oggi?
- Titolo originale: Where Do You Want To Go Today?
- Diretto da: Mia Spengler
- Scritto da: Sebastian Colley, Mats Frey, Philipp Käßbohrer, Stefan Titze e Natalie Thomas

### Trama
Le operazioni di MyDrugs si rivelano difficili con l'arrivo di Lisa nella vita privata di Moritz. Quest'ultimo è riluttante a dire a Lisa la verità dopo che sua madre è stata ricoverata in riabilitazione, ma Lenny ha informato Kira di MyDrugs e spera che la finta attività gli prolunghi la vita, già compromessa dal cancro alle ossa. Tornato a Rotterdam, le idee iniziali di Moritz non impressionano GoodTimes. Dan, tuttavia, interviene e presenta "BonusLife", un servizio di integratori vitaminici per i gamer. GoodTimes elogia l'idea, ma Moritz disapprova e teme che Dan possa indebolirlo come leader, ma accetta a malincuore il piano. Incapace di ammettere a Lisa il suo coinvolgimento con MyDrugs, complice il fatto che le loro vite che iniziano a complicarsi, decide di lasciarla a una festa.

## Ispirato dalla vita reale
- Titolo originale: Inspired by Real Life
- Diretto da: Mia Spengler
- Scritto da: Sebastian Colley, Mats Frey, Philipp Käßbohrer, Stefan Titze e Natalie Thomas

### Trama
Moritz non prende bene la rottura, mentre Lisa si è trasferita a casa di Fritzi. I risultati di un test della personalità a scuola ispirano Moritz, Dan e Lenny a migliorare nel loro lavoro, finché Lenny non suggerisce a Kira di unirsi al team. Spaventato dal fatto che possa rivelare le loro identità al mondo, Moritz scopre la vera identità di Kira: Milena Bechtholz, un'adolescente in fuga che ricatta i pornodipendenti per ottenere bitcoin. Moritz rintraccia Kira, che si è "presa una pausa" da Lenny. Ammette di avergli nascosto il suo passato e interrompe la loro relazione, bloccando Lenny su ogni piattaforma. La tensione raggiunge il culmine quando Lenny e Dan vengono a sapere da Lisa che Kira e Moritz si sono baciati. Dan e Moritz sono anche scioccati quando Lenny ammette di aver rivelato a Kira il loro coinvolgimento con MyDrugs. Durante una chiamata con GoodTimes, l'ex gang di Buba (gli Albanesi) trova il trio.

## Acquistala. Vendila. Amala.
- Titolo originale: Buy It. Sell It. Love It.
- Diretto da: Arne Feldhusen
- Scritto da: Sebastian Colley, Mats Frey, Philipp Käßbohrer, Stefan Titze e Natalie Thomas

### Trama
Un teso scontro con la madre di Buba, Doro, non fa che peggiorare le cose per il trio, costringendoli a spacciare cocaina e a recuperare 50.000 euro per gli albanesi come vendetta per la morte di Buba. Decidono di mescolare i bitcoin guadagnati con denaro contante, aprendo un conto bancario separato per la gang. Le cose si complicano con l'arrivo di Susi, un ex cane poliziotto che si insedia in casa Zimmerman. Susi scova la scorta di ecstasy e la rovina, così Moritz e Lenny la portano nella foresta e la abbandonano. Dan scopre che potrebbe dover ripetere l'anno scolastico se non supera l'esame di biologia per la maturità, così chiede a Moritz di aiutarlo. Il tentativo di incontrare Dan fallisce quando Jens scopre della droga. Sebbene Moritz riesca a nascondere il suo legame con MyDrugs, Jens nota che la polizia federale sta iniziando a essere coinvolta nella ricerca della mente dietro MyDrugs e sospetta circa il legame di Mortitz con Buba. Kira e Lenny riescono a riunirsi dopo che Kira ammette di aver mentito, e Lenny permette a Kira di lavorare al sistema di riciclaggio.

## Muoviti rapido e rompi le cose
- Titolo originale: Move Fast and Break Things
- Diretto da: Arne Feldhusen
- Scritto da: Sebastian Colley, Mats Frey, Philipp Käßbohrer, Stefan Titze e Natalie Thomas

### Trama
Lisa è sconvolta nello scoprire la verità dietro MyDrugs, insistendo sul fatto che Moritz dovrebbe fare ciò che avrebbe dovuto fare inizialmente: andarsene. Dalla distruzione dell'ufficio, la reputazione di MyDrugs è andata in fumo, con ordini ritardati e la comparsa di spacciatori imitatori. Infuriato per il fatto che Moritz non lo abbia aiutato con l'esame, Dan si rifiuta di parlare con lui. GoodTimes organizza una visita a Moritz, offrendogli un posto a Rotterdam a costo di perdere Lenny e Dan. Dare i 50.000 euro alla gang albanese non fa che consolidare la loro posizione di partner preziosi nella mente di Moritz. Dan scopre che la sua famiglia è in bancarotta e Lenny riesce a ottenere l'approvazione per una terapia sperimentale. In una tesa discussione sull'accordo, Moritz ammette a Lenny e Dan che le minacce di morte erano uno stratagemma e che avrebbero potuto sottrarsi al traffico, ma Moritz ha scelto di non farlo, per avidità. Sconvolto, Lenny lo caccia da MyDrugs. Quando Moritz si unisce agli albanesi per una battuta di caccia, ferisce accidentalmente Susi. Riportandola a casa, scopre che l'ufficio è stato completamente svuotato e che i suoi ex soci hanno interrotto il loro rapporto con lui.

## Non essere malvagio
- Titolo originale: Don't be evil.
- Diretto da: Arne Feldhusen
- Scritto da: Sebastian Colley, Mats Frey, Philipp Käßbohrer, Stefan Titze e Natalie Thomas

### Trama
Saltando l'esame, Moritz riprende il controllo di MyDrugs hackerando l'account di Lenny e accettando l'accordo con l'ufficio di Rotterdam. Tornata a scuola, Lisa riesce a ritardare la simulazione dell'esame di maturità con un piccolo incendio doloso in bagno, dando a Moritz la possibilità di sostenerlo. Un membro di GoodTimes, Mia, fa amicizia con Moritz e dichiara che si dimetterà. Tuttavia, il socio Maarten la uccide. Moritz riesce ad acquistare la casa di famiglia, con grande gioia del padre e della sorella. Senza soldi sul suo conto dopo che Moritz ha impedito che il suo indirizzo bitcoin fosse collegato, Lenny è costretto ad annullare il trattamento sperimentale. Tornato a scuola, Moritz cerca di avvertire i suoi amici che Maarten e il resto di GoodTimes li uccideranno se cercheranno di fermare il traffico, ma Lenny e Dan non gli credono e lo rimproverano per aver mischiato affari con amicizia. Maarten tenta di uccidere Lenny e Dan, ma viene fermato dagli albanesi (che Moritz aveva mandato a chiamare). Kira riesce a salvare la vecchia attività con un nuovo nome, CandyBay. Il colpo di grazia per la relazione tra Moritz e Lenny viene sferrato quando Lenny decide di usare un kill switch, chiudendo MyDrugs una volta per tutte.

Alla fine dell'episodio, la stanza degli "interrogatori" si rivela essere una vera stanza per interrogatori utilizzata in caserma. Quando l'intervistatore gli chiede se alla fine desiderasse amicizia o affari, Moritz risponde semplicemente che il suo tempo è scaduto, prima di farsi ammanettare dalla polizia tedesca.